# 格劳齐希
格劳齐希（德語：Glauzig，發音：[ˈɡlaʊtsɪç]）是德国萨克森-安哈尔特州安哈尔特-比特费尔德县曾经的一个市镇，面积3.21平方千米，2006年12月31日人口为469人。2010年1月1日，格劳齐希与另外17个市镇合并为新市镇南安哈尔特。